# Marcel Kint
Marcel Kint (Zwevegem, 20 settembre 1914 – Courtrai, 23 marzo 2002) è stato un ciclista su strada, pistard e dirigente sportivo belga.
Professionista dal 1935 al 1951, fu Campione del mondo nel 1938 e si aggiudicò una Parigi-Roubaix, una Gand-Wevelgem, una Parigi-Bruxelles e tre volte la Freccia Vallone, un'edizione dei Campionati belgi e sei tappe del Tour de France, indossando anche per un giorno la maglia gialla nell'edizione del 1937. Il suo soprannome era l'Aquila Nera

## Palmarès
- 1933 (junior)

Campionati belgi, Prova in linea
- 1934 (individuale)

Arras-Boulogne
Bruxelles-Marke
1ª tappa Giro del Belgio (indipendenti)
- 1935 (individuale, otto vittorie)

Giro delle Fiandre indipendenti
Kampioenschap van Vlaanderen
Bruxelles-Liegi indipendenti
6ª tappa Giro del Belgio (indipendenti)
7ª tappa Giro del Belgio (indipendenti)
Classifica generale Giro del Belgio (indipendenti)
7ª tappa Giro del Lussemburgo
Jemeppe-Marche-Jemeppe
- 1936 (Mercier, tre vittorie)

Anversa-Gand-Anversa
19ª tappa, 1ª semitappa Tour de France (La Rochelle > La Roche-sur-Yon)
2ª tappa Giro del Belgio (Ostenda > Namur)
- 1937 (Mercier, una vittoria)

Kattekoers
- 1938 (Mercier, sei vittorie)

Campionati del mondo, Prova in linea
Paris-Bruxelles
Grand Prix d'Esperaza
15ª tappa Tour de France (Briançon > Aix-les-Bains)
16ª tappa Tour de France (Aix-les-Bains > Besançon)
18ª tappa Tour de France (Strasburgo > Metz)
1939 (Mercier, sei vittorie)
Campionati belgi, Prova in linea
Grote Prijs Stad Zottegem
Anversa-Gand-Anversa
Ransart-Beaumont-Ransart
8ª tappa, 1ª semitappa Tour de France (Bordeaux > Salies-de-Béarn)
18ª tappa, 2ª semitappa Tour de France (Troyes > Parigi)
- 1940 (Mercier, una vittoria)

Circuit de Belgique
- 1943 (Mercier, cinque vittorie)

Parigi-Roubaix
Freccia Vallone
Bruxelles-Parigi
Circuit de Belgique
Tour du Limbourg
- 1944 (Mercier, tre vittorie)

Freccia Vallone
Prijs Jules Lowie
Grand Prix du Printemps
- 1945 (individuale, tre vittorie)

Freccia Vallone
Omloop der Vlaamse Ardennen - Ichtegem
Vlaamse Pijl Velzeke
- 1946 (individuale, una vittoria)

Ligi-Vichte
- 1949 (individuale, una vittoria)

Gand-Wevelgem
- 1951 (individuale, una vittoria)

Circuito delle Undici Ville

### Altri successi
- 1934 (individuale)

Criterium di Kaprijke
Criterium di Gits
Criterium di Sint Marie Lierde
Criterium di Tourneppe
Criterium di Ypres
Criterium di Zwevegem
- 1935 (individuale)

Criterium di Ligny
Criterium di Aalst
Criterium di Calais
Criterium di Hoegaarden
Criterium di Zwevegem
Criterium di Kooskamp
- 1937 (Mercier)

Kermesse di Rollegem
Criterium di Avelgem
- 1938 (Mercier)

Criterium di Herve
Criterium di Mons
- 1939 (Mercier)

Criterium di Sint-Jans-Molenbeek
Criterium di Zottegem
- 1940 (Mercier)

Criterium di Vise
- 1942 (Mercier)

Kermesse di Gullegem
- 1943 (Mercier)

Circuito di Deinze
- 1944 (Mercier)

Grand Prix Wingene - Kampioenschap van West-Vlaanderen (kermesse)
Ninove - Grand Prix Beeckman-De Caluwé (Kermesse)
Criterium di Gand
- 1945 (individuale)

Criterium di Eve
Criterium di Bellegem
Criterium Mont-sur-Marchienne
- 1946 (individuale)

Campionato Belga per Club
Kermesse di Ingelmunster
Kermesse di Ingelmunster
Kermesse di Vichte
Criterium di Lauwe
Criterium di Meslin-l'Eveque
Criterium di Quaregon
Acht van Brasschaat (criterium)
- 1947 (individuale)

Campionato Belga per Club
Criterium di Staden
- 1948 (individuale)

Kermesse di Waremme
- 1949 (individuale)

Criterium di Chapelle-Lez-Herlaimont
- 1950 (individuale)

Criterium di Tourmai
- 1951 (individuale)

Criterium di Elfstedenronde

### Pista
- 1940

Criterium des As
- 1947

Sei ore di Zurigo (con Hendrik Van Steenbergen)
- 1948

Sei giorni di Bruxelles (con Hendrik Van Steenbergen)
Trophée des Routiers (con Hendrik Van Steenbergen)
Omnium des Champions (con Hendrik Van Steenbergen)
- 1949

Sei giorni di Bruxelles (con Hendrik Van Steenbergen)

## Piazzamenti

### Grandi Giri
- Tour de France

1936: 9º
1937: non partito (17ª/1ª tappa)
1938: 9º
1939: 34º
1949: ritirato (19ª tappa)
- Giro d'Italia

1951: ritirato (4ª tappa)

### Classiche monumento
- Milano-Sanremo

1948: 15º
- Giro delle Fiandre

1938: 3º
1939: 11º
1943: 5º
1944: 9º
1946: 9º
- Parigi-Roubaix

1937: 14º
1939: 2º
1943: vincitore
1946: 10º
1949: 60º
1950: 10º
1951: 50º
- Liegi-Bastogne-Liegi

1938: 2º
1948: 28º
1951: 9º

### Competizioni mondiali
- Campionati del mondo

Valkenburg 1938 - In linea: vincitore
Zurigo 1946 - In linea: 2º